# Johan Frederik van Württemberg
Johan Frederik van Württemberg (Montbéliard, 5 mei 1582 - op weg naar Heidenheim, 18 juli 1628) was van 1608 tot aan zijn dood hertog van Württemberg. Hij behoorde tot het huis Württemberg.

## Levensloop
Johan Frederik was de oudste zoon van hertog Frederik I van Württemberg en Sybilla van Anhalt, dochter van vorst Joachim Ernst.
In 1608 werd hij na het overlijden van zijn vader hertog van Württemberg, in een periode waarin het conflict tussen de verschillende geloofsgemeenschappen in het Heilige Roomse Rijk escaleerde. In 1608 vormden talrijke protestantse vorsten de Protestantse Unie. Als een van de meest gerespecteerde protestantse vorsten probeerde Johan Frederik een verzoeningspolitiek te voeren om een grote godsdienstoorlog te vermijden, die volgens veel tijdgenoten onvermijdelijk was. Hij probeerde met alle mogelijke middelen een grote oorlog te vermijden, maar desondanks zocht hij de steun bij de tegenstanders van het Heilige Roomse Rijk, Frankrijk, Engeland en de Republiek der Zeven Verenigde Nederlanden, die hij aanraadde om zich op een militair conflict voor te bereiden.
Als hertog van Württemberg luisterde Johan Frederik vaak naar zijn adviseurs. Hij herstelde de grondwet van het land die zijn vader gewijzigd had en nam de raadsheren van de in 1593 overleden hertog Lodewijk van Württemberg terug aan. Ook liet hij de machtige kanselier van zijn vader, Matthäus Enzlin, wegens corruptie tot een levenslange gevangenisstraf veroordelen. Later werd Enzlin op verdenking van hoogverraad onder foltering verhoord en in 1613 op de marktplaats van Urach onthoofd.
Bij de uitbraak van de Dertigjarige Oorlog in 1618 ondersteunde Johan Frederik aanvankelijk de door de Protestantse Staten in Bohemen verkozen koning Frederik van de Palts. Enkele delen van zijn bezittingen waren namelijk leengoed van de Boheemse koning. Omdat de tegenstanders van het Heilige Roomse Rijk in West-Europa Frederik echter niet te hulp schoten, beschouwde Johan Frederik de ambities van Frederik van de Palts als verloren en trok hij zijn steun aan hem in. Nadat keizer Ferdinand II in 1620 de Slag op de Witte Berg won tegen Frederik, verkreeg hij een dominante positie in het Heilige Roomse Rijk. 
Op 28 mei 1617 sloot Johan Frederik een vergelijk met zijn broers. Hierbij stond hij het graafschap Montbéliard af aan Leopold Frederik, Württemberg-Weiltingen ging naar Julius Frederik, Frederik Achilles kreeg Württemberg-Neuenstadt en Magnus ontving Württemberg-Neuenbürg. 
Nadat de keizerlijke veldheer Johan t'Serclaes van Tilly in 1622 in de Slag bij Wimpfen markgraaf George Frederik van Baden-Durlach versloeg, viel hij, ondanks een neutraliteitsverdrag dat Johan Frederik met de keizer gesloten had, het noordwestelijke deel van Württemberg binnen. Ook de volgende jaren zou het hertogdom geteisterd worden door herhaaldelijke doortochten en inkwartieringen.
In juli 1628 overleed Johan Frederik op 46-jarige leeftijd, toen hij onder weg was naar Heidenheim.

## Huwelijk en nakomelingen
Op 5 november 1609 huwde Johan Frederik met Barbara Sophia (1584-1636), dochter van keurvorst Joachim Frederik van Brandenburg. Ze kregen negen kinderen:
- Henriëtte (1610-1623)
- Frederik (1612-1612)
- Antonia (1613-1679)
- Everhard III (1614-1674), hertog van Württemberg
- Frederik (1615-1682), hertog van Württemberg-Neuenstadt
- Ulrich (1617-1671), hertog van Württemberg-Neuenbürg
- Anna Johanna (1619-1679)
- Sibylla (1620-1707), huwde in 1647 met hertog Leopold Frederik van Württemberg-Montbéliard.
- Eberthal (1623-1624)

### Voorouders
| Kwartierstaat van Johan Frederik van Württemberg | Kwartierstaat van Johan Frederik van Württemberg                        | Kwartierstaat van Johan Frederik van Württemberg                        | Kwartierstaat van Johan Frederik van Württemberg                        | Kwartierstaat van Johan Frederik van Württemberg                        | Kwartierstaat van Johan Frederik van Württemberg                         | Kwartierstaat van Johan Frederik van Württemberg                         | Kwartierstaat van Johan Frederik van Württemberg                        | Kwartierstaat van Johan Frederik van Württemberg                        |
| ------------------------------------------------ | ----------------------------------------------------------------------- | ----------------------------------------------------------------------- | ----------------------------------------------------------------------- | ----------------------------------------------------------------------- | ------------------------------------------------------------------------ | ------------------------------------------------------------------------ | ----------------------------------------------------------------------- | ----------------------------------------------------------------------- |
| Overgrootouders                                  | Hendrik van Württemberg (1448-1519) ∞ Eva van Salm (-1521)              | Hendrik van Württemberg (1448-1519) ∞ Eva van Salm (-1521)              | Filips I van Hessen (1504-1567) ∞ Christine van Saksen (1505-1549)      | Filips I van Hessen (1504-1567) ∞ Christine van Saksen (1505-1549)      | Johan IV van Anhalt (1504–1551) ∞ Margaretha van Brandenburg (1511-1577) | Johan IV van Anhalt (1504–1551) ∞ Margaretha van Brandenburg (1511-1577) | Wolfgang I van Barby (–) ∞ ? (–)                                        | Wolfgang I van Barby (–) ∞ ? (–)                                        |
| Grootouders                                      | George I van Württemberg (1498–1558) ∞ Barbara van Hessen (1536-1597)   | George I van Württemberg (1498–1558) ∞ Barbara van Hessen (1536-1597)   | George I van Württemberg (1498–1558) ∞ Barbara van Hessen (1536-1597)   | George I van Württemberg (1498–1558) ∞ Barbara van Hessen (1536-1597)   | Joachim Ernst van Anhalt (1536-1586) ∞ Agnes van Barby (1540-1569)       | Joachim Ernst van Anhalt (1536-1586) ∞ Agnes van Barby (1540-1569)       | Joachim Ernst van Anhalt (1536-1586) ∞ Agnes van Barby (1540-1569)      | Joachim Ernst van Anhalt (1536-1586) ∞ Agnes van Barby (1540-1569)      |
| Ouders                                           | Frederik I van Württemberg (1557-1608) ∞ Sybilla van Anhalt (1564-1614) | Frederik I van Württemberg (1557-1608) ∞ Sybilla van Anhalt (1564-1614) | Frederik I van Württemberg (1557-1608) ∞ Sybilla van Anhalt (1564-1614) | Frederik I van Württemberg (1557-1608) ∞ Sybilla van Anhalt (1564-1614) | Frederik I van Württemberg (1557-1608) ∞ Sybilla van Anhalt (1564-1614)  | Frederik I van Württemberg (1557-1608) ∞ Sybilla van Anhalt (1564-1614)  | Frederik I van Württemberg (1557-1608) ∞ Sybilla van Anhalt (1564-1614) | Frederik I van Württemberg (1557-1608) ∞ Sybilla van Anhalt (1564-1614) |
| Johan Frederik van Württemberg (1582-1628)       |                                                                         |                                                                         |                                                                         |                                                                         |                                                                          |                                                                          |                                                                         |                                                                         |